# Evropska agencija za lekove
Evropska agencija za lekove, EMA (engl. European Medicines Agency) je agencija Evropske unije za evaluaciju medicinskih proizvoda. Od 1995. do 2004, Evropska agencija za lekove je bila poznata kao Evropska agencija za evaluaciju medicinskih proizvoda.
Ona je ekvivalent američke FDA, mada nije centralizovana. EMA je oformljena 1995 uz finansiranje Evropske unije i farmaceutske industrije, kao i indirektnih subvencija država članica, u pokušaju da se harmonizuje (mada ne i zameni) rad postojećih nacionalnih medicinskih regulatornih tela. Organizacija je formirana sa ciljem umanjenja troška (od oko €350 miliona godišnje) koji farmaceutske kompanije moraju da podnesu pri podnošenju zasebnih aplikacija za odobrenje kod svake zemlje članice unije. Objektiv je isto tako eliminacija protekcionističkih tendencija zemalja koje su nevoljne da odobre nove lekove, koji se mogu nadmetati sa postojećim lekovima domaćih preduzeća.
EMA je formirana nakon više od sedam godina pregovora između EU vlada i zamenila je Komitet za posedničke medicinske proizvode i Komitet za veterinarske medicinske proizvode, mada su ti komiteti ponovo osnovani kao naučni savetodavni komiteti.

## Literatura
- McCormick, John (2004). The European Union: Politics and Policies. Boulder, Colo: Westview Press. ISBN 978-0-8133-4202-3.

## Spoljašnje veze
- Zvanični veb-sajt
- (CHMP)
- (CVMP)
- Архивирано на веб-сајту  (18. фебруар 2011)